# Beau Beech
Beau Beech (Ponte Vedra Beach, Florida, 1 de marzo de 1994) es un baloncestista estadounidense, que pertenede a la plantilla del KK FMP de la ABA Liga. Con 2,01 metros de estatura, juega en las posiciones de escolta o alero.

## Trayectoria deportiva

### Universidad
Jugó cuatro temporadas con los Ospreys de la Universidad del Norte de Florida, en las que promedió 11,7 puntos, 5,1 rebotes y 1,4 asistencias por partido. En su primera temporada fue incluido en el mejor quinteto freshman de la Atlantic Sun Conference, mientras que en 2015 y 2016 apareció en el mejor quinteto de la temporada.

### Profesional
Tras no ser elegido en el Draft de la NBA de 2016, jugó las Ligas de Verano con los Brooklyn Nets, equipo con el que finalmente firmó contrato el 5 de agosto. El 18 de octubre fue despedido sin haber comenzado la temporada.